# اتحادیه داکشین اسرائیپور
اتحادیه داکشین اسرائیپور (به لاتین: Dakshin Sreepur Union) یک منطقهٔ مسکونی در بنگلادش است که در Kaliganj Upazila, Satkhira District واقع شده‌است.